# Susanna Codognato
Susanna Codognato (Padova, 26 settembre 1959) è una scenografa italiana.
Ha curato le scenografie di film internazionali, tra cui quelle per il film polacco The Garden of Earthly Delights (2004), il film tedesco Innamorarsi a Verona (2007) e il film indiano The Fakir of Venice (2008) e ha collaborato con varie produzioni statunitensi.

## Filmografia

### Scenografa
- Linda e il brigadiere alias Linda, il brigadiere e... (titolo terza stagione) (4 episodi, 2000) (anche arredatrice):
  - Il ladro di polli episodio Tv (2000)
  - Delitto al teatro dell'Opera episodio Tv (2000)
  - Il destino del brigadiere episodio Tv (2000)
  - Una trappola per Linda episodio Tv (????)
- Con la voce del cuore (2000)
- The Garden of Earthly Delights (2004)
- Innamorarsi a Verona alias Wiedersehen in Verona (titolo originale) (Tv) (2007)
- The Fakir of Venice (2008)

### Architetta-scenografa
- Lundi matin (2001)
- Kurt (2001)
- The Italian job (2001)
- The Roman Spring of Mrs. Stone (Tv) (La primavera romana della signora Stone) (2003)
- Casanova (2005)
- Casino Royale (2006)
- Ritorno a Brideshead (2008)  alias Brideshead Revisited (titolo originale) (serie televisiva)
- New Moon (2009)
- The Tourist (2010)
- Effie Gray - Storia di uno scandalo (2011)

### Dipartimento artistico
- Carrington (1995)
- Star Wars: Episodio II - L'attacco dei cloni alias Star Wars: Episode II - Attack of the Clones (titolo originale) (2002)
- Beautiful (1987-) alias The Bold and the Beautiful (titolo originale) (assistente direttore artistico) (7 episodi, 2000-2003)
- Marco Polo, serie Tv, episodio 1.1 The Wayfarer, regia di Joachim Rønning ed Espen Sandberg, (direttrice artistica) (2014)
- Hannibal, serie Tv (direttrice artistica) - 5 episodi, terza stagione (2015):
  - Dolce
  - Contorno
  - Secondo
  - Primavera
  - Antipasto